# Sindosium
Genre
Sindosium est un genre de coléoptères de la famille des Ptiliidae.

## Publication originale
- (en) Colin Johnson, « Studies on Ptiliidae (Col.) from the Solomon Islands, 1 », Entomologist's Monthly Magazine, vol. 143, nos 1721-1723,‎ 2007, p. 213-226 (ISSN 0013-8908).